# Josef Biedermann

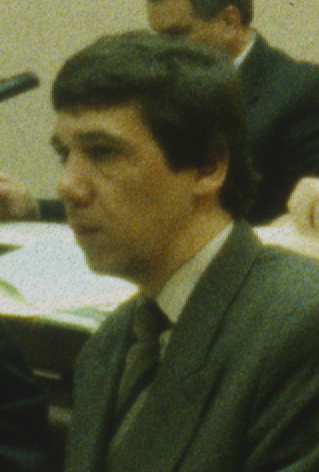
Josef Biedermann (1991)

Josef Biedermann (* 26. November 1944 in Feldkirch) ist ein liechtensteinischer Politiker (FBP).

## Biografie
Biedermann absolvierte ein Lehramts- und Biologiestudium an der Universität Freiburg in der Schweiz. Danach unterrichtete er am Liechtensteinischen Gymnasiums in Vaduz. 1987 löste er Otto Kaufmann als Rektor des Gymnasiums ab und hatte die Schulleitung bis 2008, als er in den Ruhestand ging, inne. Am 1. August 2008 wurde er von dem bisherigen Prorektor Eugen Nägele als Rektor abgelöst.
Von 1978 bis 1993 war Biedermann für die Fortschrittliche Bürgerpartei (FBP) Abgeordneter im Landtag des Fürstentums Liechtenstein und bekleidete in dieser Zeit von 1989 bis 1992 das Amt des Landtagsvizepräsidenten. 2011 wurde er für seine Partei in den Gemeinderat von Planken gewählt. In der ersten Gemeinderatssitzung am 22. Februar wurde er zum Vize-Vorsteher der Gemeinde gewählt.
Biedermann engagiert sich in der Liechtensteinischen Gesellschaft für Umweltschutz. Von 1978 bis 1985 war er deren Vizepräsident. 1990 erhielt er den Binding-Preis für Natur- und Umweltschutz. Von 1992 bis 1995 war er der Präsident der Internationalen Alpenschutzkommission CIPRA und ist heute deren Schatzmeister. Des Weiteren ist er Präsident der Botanisch-Zoologische Gesellschaft Liechtenstein.
Josef Biedermann ist mit Josy Biedermann verheiratet; sie haben drei Kinder.